# Orpimento
L'orpimento è un minerale tossico appartenente alla classe mineralogica dei solfuri, chimicamente un solfuro di arsenico.

## Etimologia e storia
Il nome deriva dal latino aurum=oro e pigmentum=pigmento in allusione al colore, gli antichi ritenevano che il minerale contenesse l'oro. Anticamente veniva usato per preparare i colori per dipingere ma anche come medicamento, veniva anche bruciato all'aria per ottenere l'anidride arseniosa, sostanza assai tossica.
Gli alchimisti medievali, tentando di ottenere l'argento mediante metalli fondevano l'orpimento con il rame ottenendo una lega dal colore grigio che assomigliava, alla lontana, al metallo nobile.
Era anticamente rappresentato con il Simbolo 🜽

## Abito cristallino
Si presenta principalmente con aspetto fogliato, colonnare, massivo e fibroso o più raramente in piccoli cristalli prismatici tozzi e tabulari, a volte geminati.

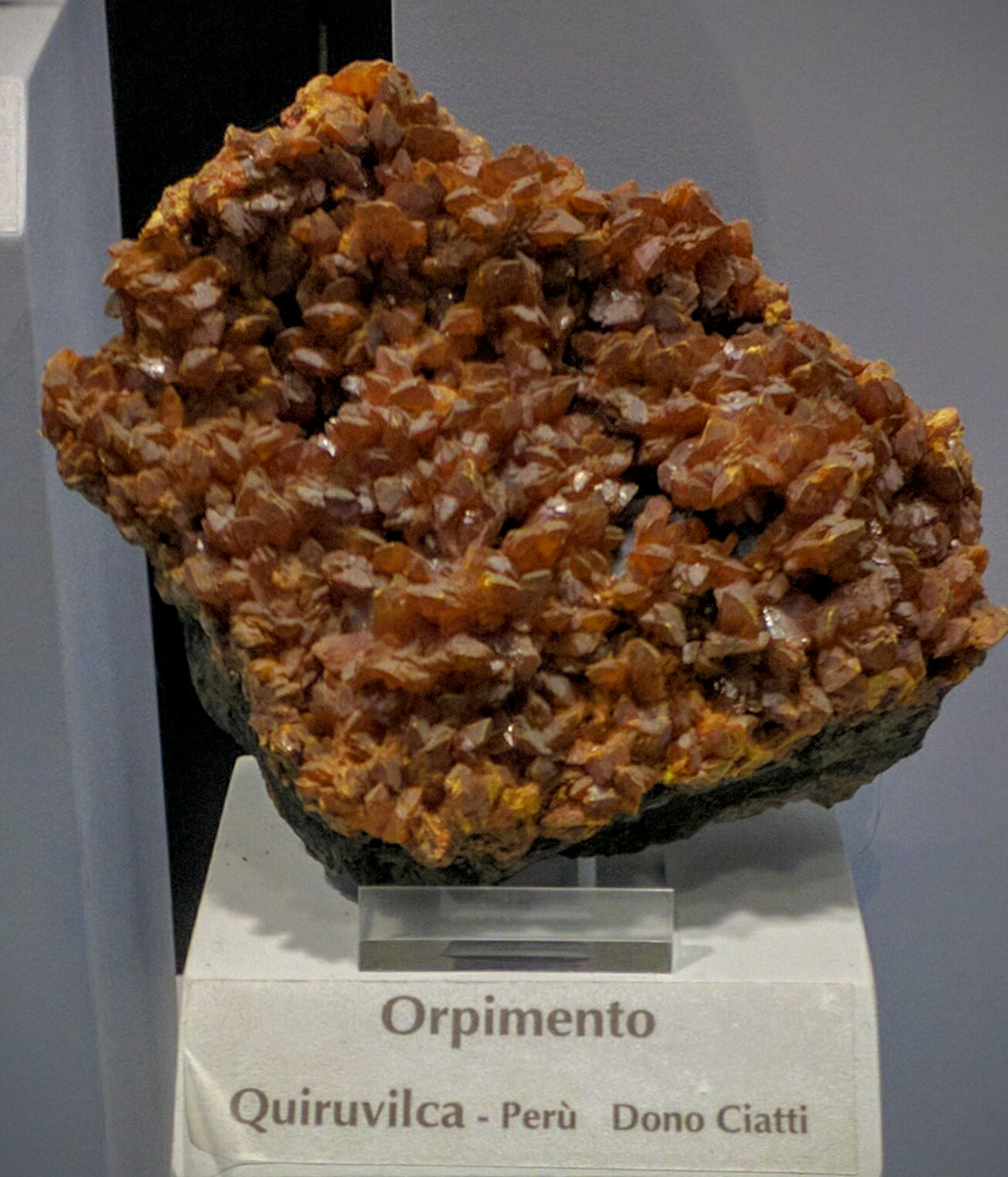
Orpimento

## Origine e giacitura
Genesi idrotermale, sorgenti fredde, nelle fumarole vulcaniche o come alterazione di solfuri di arsenico particolarmente di realgar. Viene trovata insieme ad antimonite, arsenico, calcite, barite e gesso.

In vari giacimenti di metalli, oltre ai minerali suddetti viene anche trovato insieme a solfuri metalliferi tipo l'enargite e la pirite.

## Forma in cui si presenta in natura
Cristalli, aggregati lamellari, patine, aggregati terrosi e pulverolenti.

## Caratteri chimici
Solubile facilmente negli alcali ed in acqua regia fonde facilmente liberando vapori agliacei; si ossida all'aria ed è velenoso. È composto dal 39 % di zolfo e dal 61 % di arsenico.
- Densità di elettroni: 3,23 g/cm³[2]
- Indice di fotoelettricità: PE=44,66 barn/elettroni[2]
- Indici quantici:
  - fermioni=0,0029323747[2]
  - bosoni= 0,9970676253[2]
- Indice di radioattività: GRapi=0 (l'orpimento non è radioattivo)[2]

## Utilizzi
Anticamente veniva mescolato con la calce per togliere il pelo ai pellami, poi è stato sostituito con il solfuro di arsenico artificiale. In oriente, sempre macinato con la calce, viene ogni tanto usato come cosmetico, per preparare il "rusma", un depilatorio.. Viene anche utilizzato per estrarre l'arsenico.
Bisogna usare le giuste protezioni e saperlo maneggiare.
È usato in pittura come pigmento, in questo ambito è conosciuto anche con i nomi: arzicon, oropimento, auri pigmentum, giallo di zolfo, giallo reale, giallo del re, giallo di arsenico, giallo di china, giallo di Parigi, giallo di Spagna e giallo miele

## Miniere e località di ritrovamento
- Europa: Alsar (Macedonia); Binntal (Svizzera); Baia Sprie (Romania); Jas-Roux in Valgaudemar (Francia);[3]
  - Italia: Pizzo Canciano in Val Malenco (provincia di Sondrio),[3] Viozene presso Ormea (provincia di Cuneo), sul torrente Negrone presso Pornassio (provincia di Imperia), sul Rio Sciaid, presso Tarvisio (provincia di Udine), nelle miniere di mercurio del Monte Amiata (provincia di Grosseto) e come prodotto del realgar nella solfatara di Pozzuoli.[2]
- America: Quiruvilca (Perù); Nevada (USA);[3]
- Asia: Lukhum (Georgia); Minkyul (Jacutia); Balin (Turchia); Takap (Iran).[3]